# Lethe daemonica
Lethe daemonica är en fjärilsart som beskrevs av Hans Fruhstorfer 1908. Lethe daemonica ingår i släktet Lethe och familjen praktfjärilar. Inga underarter finns listade i Catalogue of Life.